# НХЛ у сезоні 1924—1925
НХЛ у сезоні 1924/1925 — 8-й регулярний чемпіонат НХЛ. Сезон стартував 29 листопада 1924. Закінчився фінальним матчем 13 березня 1925 між Монреаль Канадієнс та Торонто Сент-Патрікс перемогою «канадієнс». Переможець Кубка Стенлі виявився в серії між «Монреаль Канадієнс» (НХЛ) та «Вікторія Кугарс» (Західна канадська хокейна ліга), «Вікторія» перемогла в серії 3:1.

## Підсумкова турнірна таблиця
| Команда              | І  | В  | П  | Н | ШЗ | ШП  | Очки |
| -------------------- | -- | -- | -- | - | -- | --- | ---- |
| Гамільтон Тайгерс    | 30 | 19 | 10 | 1 | 90 | 60  | 39   |
| Торонто Сент-Патрікс | 30 | 19 | 11 | 0 | 90 | 84  | 38   |
| Монреаль Канадієнс   | 30 | 17 | 11 | 2 | 93 | 56  | 36   |
| Оттава Сенаторс      | 30 | 17 | 12 | 1 | 83 | 66  | 35   |
| Монреаль Марунс      | 30 | 9  | 19 | 2 | 45 | 65  | 20   |
| Бостон Брюїнс        | 30 | 6  | 24 | 0 | 49 | 119 | 12   |

| Усі матчі сезону 1924/25 | Усі матчі сезону 1924/25 | Усі матчі сезону 1924/25 | Усі матчі сезону 1924/25 | Усі матчі сезону 1924/25 | Усі матчі сезону 1924/25 | Усі матчі сезону 1924/25 |
| Команда                  | ГТ                       | ТП                       | МК                       | ОС                       | ММ                       | ББ                       |
| ------------------------ | ------------------------ | ------------------------ | ------------------------ | ------------------------ | ------------------------ | ------------------------ |
| Гамільтон Тайгерс        | Х                        | 8:1 4:0 3:2              | 4:2 1:2                  | 5:3 5:4 2:0              | 3:1 2:6 3:2              | 7:1 8:3 0:2              |
| Торонто Сент-Патрікс     | 3:10 3:1                 | Х                        | 2:5 1:3 5:4              | 3:4 3:2 4:2              | 1:3 3:2 3:0              | 5:3 4:3 5:1              |
| Монреаль Канадієнс       | 6:2 0:3 4:1              | 7:1 2:4 1:3              | Х                        | 3:2 0:2 10:3             | 5:0 3:1                  | 5:0 2:3 5:1              |
| Оттава Сенаторс          | 0:0 от 2:0 3:2           | 3:6 1:2 3:0              | 2:1 2:3 1:0              | Х                        | 1:2 4:0 3:2              | 5:2 3:2 3:0              |
| Монреаль Марунс          | 0:2 0:1 1:0              | 1:2 2:1 1:2              | 1:1 от 0:1               | 3:1 1:2 1:5              | Х                        | 6:2 4:3 0:1              |
| Бостон Брюїнс            | 1:2 2:4 1:2              | 1:10 2:3 1:5             | 3:4 0:4 3:2              | 2:10 1:3 1:4             | 2:1 0:2 2:1              | Х                        |

## Найкращі бомбардири

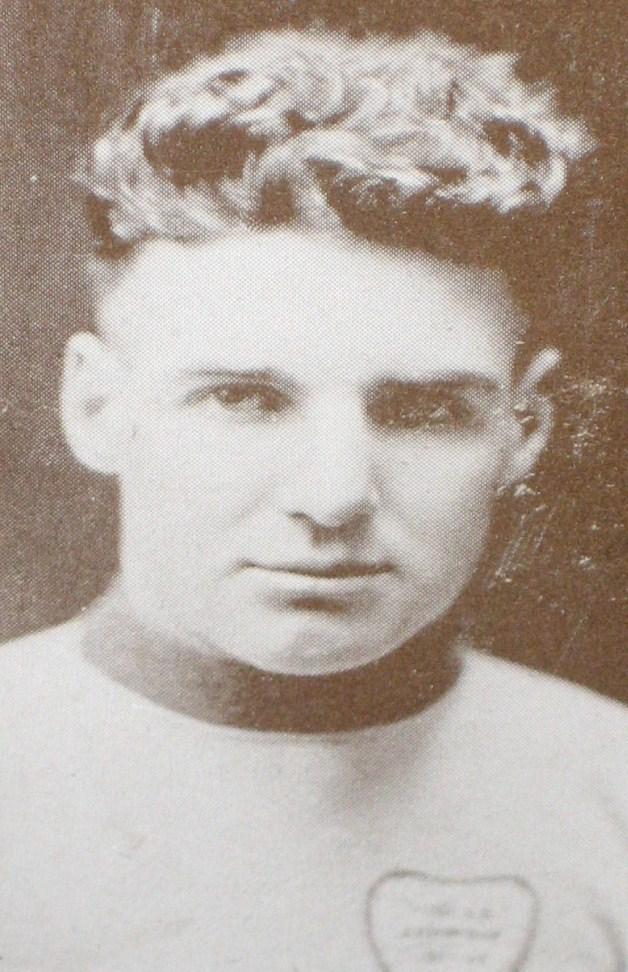
Найкращий бомбардир Бейб Дай.

| Гравець     | Команда              | І  | Г  | П  | О  |
| ----------- | -------------------- | -- | -- | -- | -- |
| Бейб Дай    | Торонто Сент-Патрікс | 29 | 38 | 6  | 44 |
| Сі Деннені  | Оттава Сенаторс      | 28 | 27 | 15 | 42 |
| Орель Жоля  | Монреаль Канадієнс   | 24 | 29 | 11 | 40 |
| Гові Моренц | Монреаль Канадієнс   | 30 | 27 | 7  | 34 |
| Біллі Буше  | Монреаль Канадієнс   | 30 | 18 | 13 | 31 |
| Джек Адамс  | Торонто Сент-Патрікс | 27 | 21 | 8  | 29 |
| Біллі Барч  | Гамільтон Тайгерс    | 27 | 20 | 4  | 24 |
| Ред Грін    | Гамільтон Тайгерс    | 30 | 19 | 4  | 23 |

## Фінал НХЛ
| Дата       | Команда            | ШЗ | Команда              | ШЗ |
| ---------- | ------------------ | -- | -------------------- | -- |
| 11 березня | Монреаль Канадієнс | 3  | Торонто Сент-Патрікс | 2  |
| 13 березня | Монреаль Канадієнс | 2  | Торонто Сент-Патрікс | 0  |

## Фінал Кубка Стенлі
| Гра та дата                           | Гра та дата | Господар           | Рахунок | Гості              | Стадіон      |
| ------------------------------------- | ----------- | ------------------ | ------- | ------------------ | ------------ |
| 1                                     | 21 березня  | Вікторія Кугарс    | 5–2     | Монреаль Канадієнс | Патрік Арена |
| 2                                     | 23 березня  | Вікторія Кугарс    | 3–1     | Монреаль Канадієнс | Денман Арена |
| 3                                     | 27 березня  | Монреаль Канадієнс | 4–2     | Вікторія Кугарс    | Патрік Арена |
| 4                                     | 30 березня  | Вікторія Кугарс    | 6–1     | Монреаль Канадієнс | Патрік Арена |
| Вікторія Кугарс перемогла в серії 3:1 |             |                    |         |                    |              |

## Найкращий бомбардир плей-оф
| Гравець     | Команда            | І | Г | П | О |
| ----------- | ------------------ | - | - | - | - |
| Гові Моренц | Монреаль Канадієнс | 6 | 7 | 1 | 8 |

## Призи та нагороди сезону
| Пам'ятний трофей Гарта | Біллі Барч, Гамільтон Тайгерс |
| Приз Леді Бінг         | Френк Найбор, Оттава Сенаторс |
| Приз О'Брайна          | Монреаль Канадієнс            |
| Приз принца Уельського | Монреаль Канадієнс            |

## Дебютанти сезону
Список гравців, що дебютували цього сезону в НХЛ.
- Алек Коннелл, Оттава Сенаторс
- Карсон Купер, Бостон Брюїнс
- Геп Дей, Торонто Сент-Патрікс
- Джиммі Герберт, Бостон Брюїнс
- Берт Маккаффрі, Торонто Сент-Патрікс
- Гулі Сміт, Оттава Сенаторс